# Radmila Petrović
Radmila Petrović, ogift Miljanić, född 19 april 1988 i Nikšić, är en montenegrinsk tidigare handbollsspelare (högersexa).

## Karriär
Petrović började spela handboll vid elva års ålder i ŽRK Nikšić. Då hon var 17 år flyttade hon till Montenegros huvudstad Podgorica, där hon gick med i klubben ŽRK Budućnost. Säsongen 2008-2009 tog Petrović steget in i Budućnosts A-lag, med vilket hon vann mästerskapet och cupen 2009, 2010, 2011, 2012, 2013, 2014, 2015 och 2016. Internationellt vann Petrović europeiska Cupvinnarcupen med Budućnost 2010 och Champions League 2012 och 2015.
Petrović blev ordförande för ŽRK Budućnost i mars 2018. Säsongen 2020-2021 hjälpte hon till igen som spelare i klubben. Med Budućnost vann hon både montenegrinska mästerskapet och montenegrinska cupen 2021. Sedan maj 2021 har hon varit medlem i EHF:s damhandbollskommitté.

## Landslagskarriär
Petrović spelade för det montenegrinska landslaget. Hon representerade Montenegro vid VM 2011 i Brasilien. Sommaren 2012 representerade Petrović Montenegro och hon tog OS-silver 2012 i London. I december 2012 vann hon EM-titeln med Montenegro efter att man besegrat Norge i finalen. Hon deltog även vid OS 2016 i Rio de Janeiro. Hon avslutade sin spelarkarriär efter den OS 2016.